# Izmaił

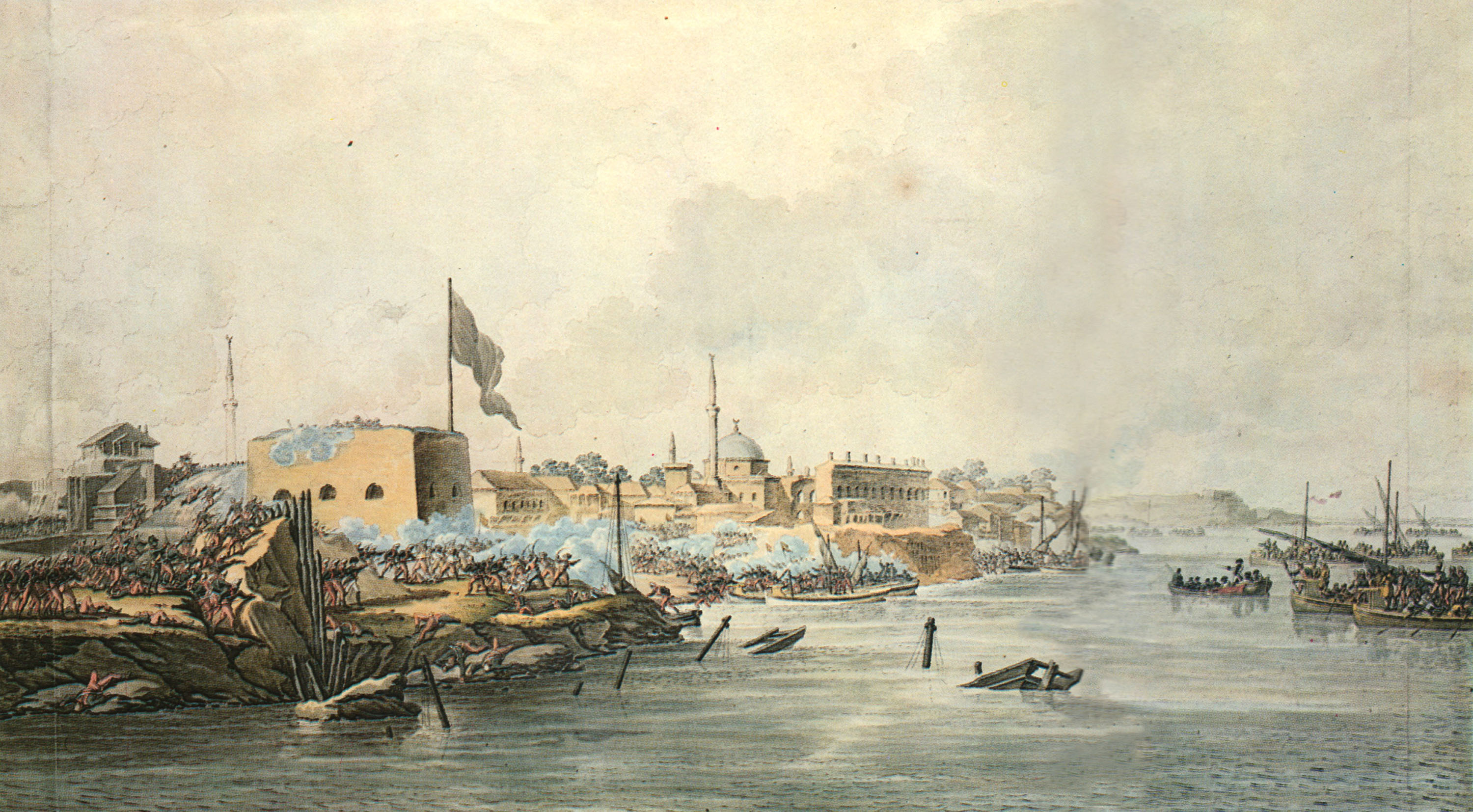
Atak na Izmaił (1790)

Izmaił (ukr. Ізмаїл, Izmajił) – miasto w południowej części Ukrainy, w obwodzie odeskim na brzegu Kilii. 

## Historia
Izmaił znajduje się w obszarze historycznej krainy Budziak, będącej częścią dawnej Besarabii. W XII w. była to genueńska warownia, następnie w obrębie Hospodarstwa Mołdawskiego. Izmaił zdobyty został przez Turków i od XVI w. stanowił jedną z najsilniejszych twierdz tureckich (w 1569 sułtan Selim II osadził tu Tatarów nogajskich). W XVII w. był najeżdzany i w 1633 zburzony przez Kozaków. Od XVIII w. stanowił obiekt rywalizacji wojny turecko-rosyjskiej (1790 zdobyty przez Aleksandra Suworowa), po kongresie berlińskim (1878) został anektowany przez Rosję.
W latach 1918–1940 Besarabia została dołączona do Rumunii, a miasto stało się częścią Królestwa Rumunii. Po okupowaniu w 1940 r. (patrz Pakt Ribbentrop-Mołotow) przez ZSRR w latach 1941–1944 zostało odzyskane przez wojska rumuńskie. W 1945 r. ponownie przeszedł do ZSRR. Od 1991 r. stał się miastem obwodu odeskiego na Ukrainie.
W mieście tym urodził się Wiktor Kemula – polski chemik, profesor, uważany za twórcę polskiej szkoły polarografii.

## Świątynie prawosławne Patriarchatu Moskiewskiego

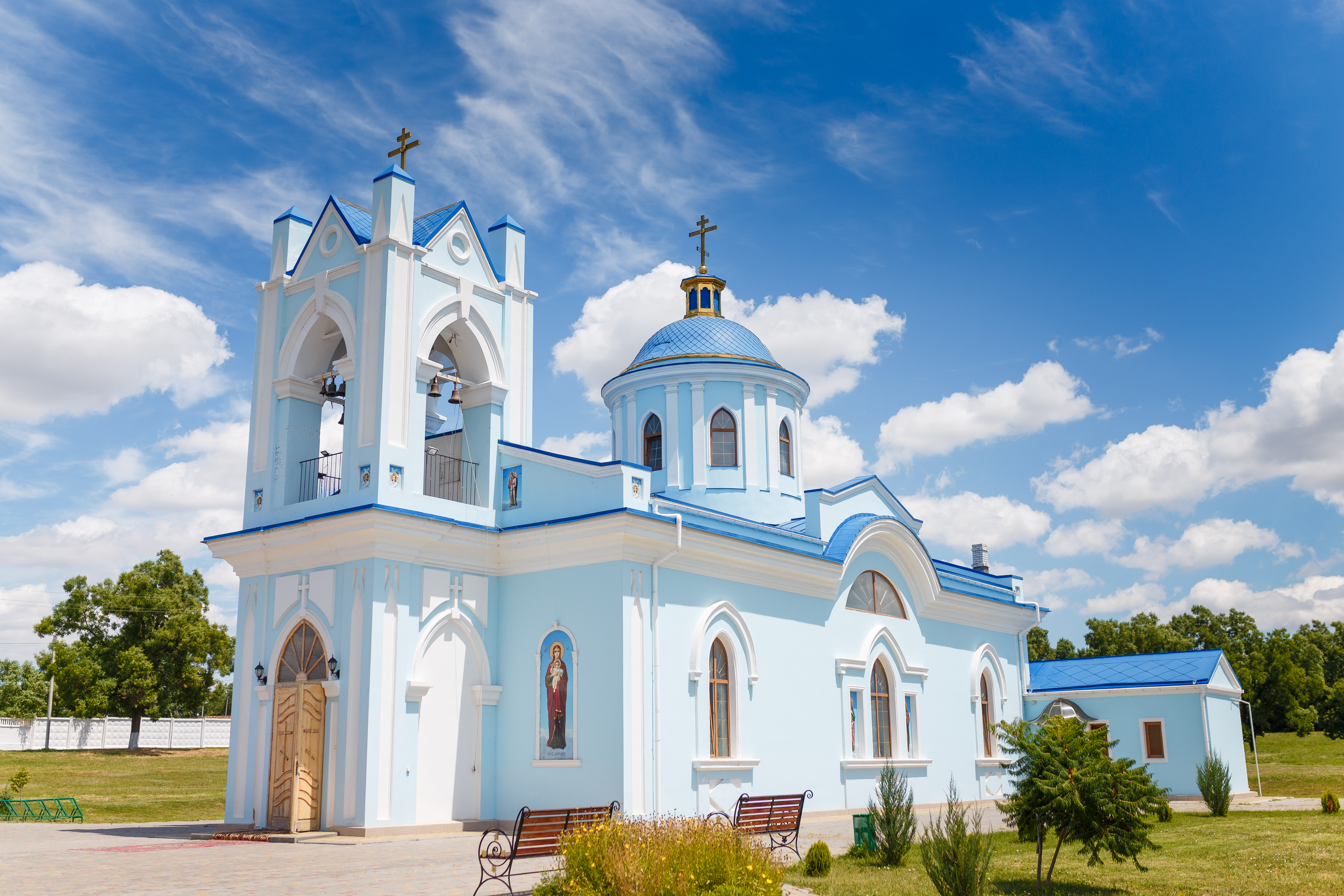
Cerkiew Zaśnięcia Najświętszej Maryi Panny
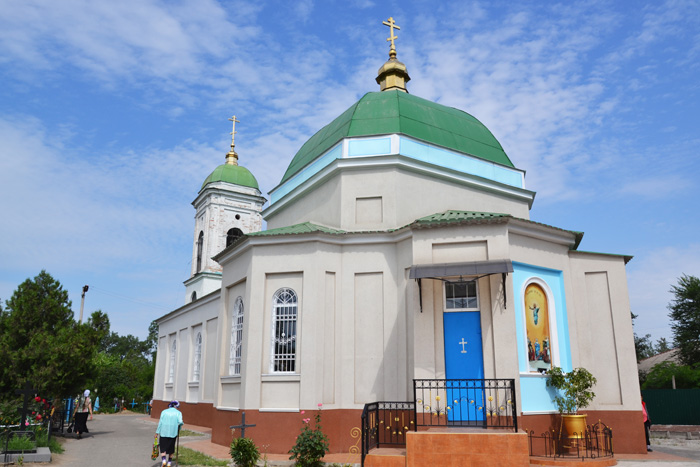
Cerkiew Wniebowstąpienia Pańskiego
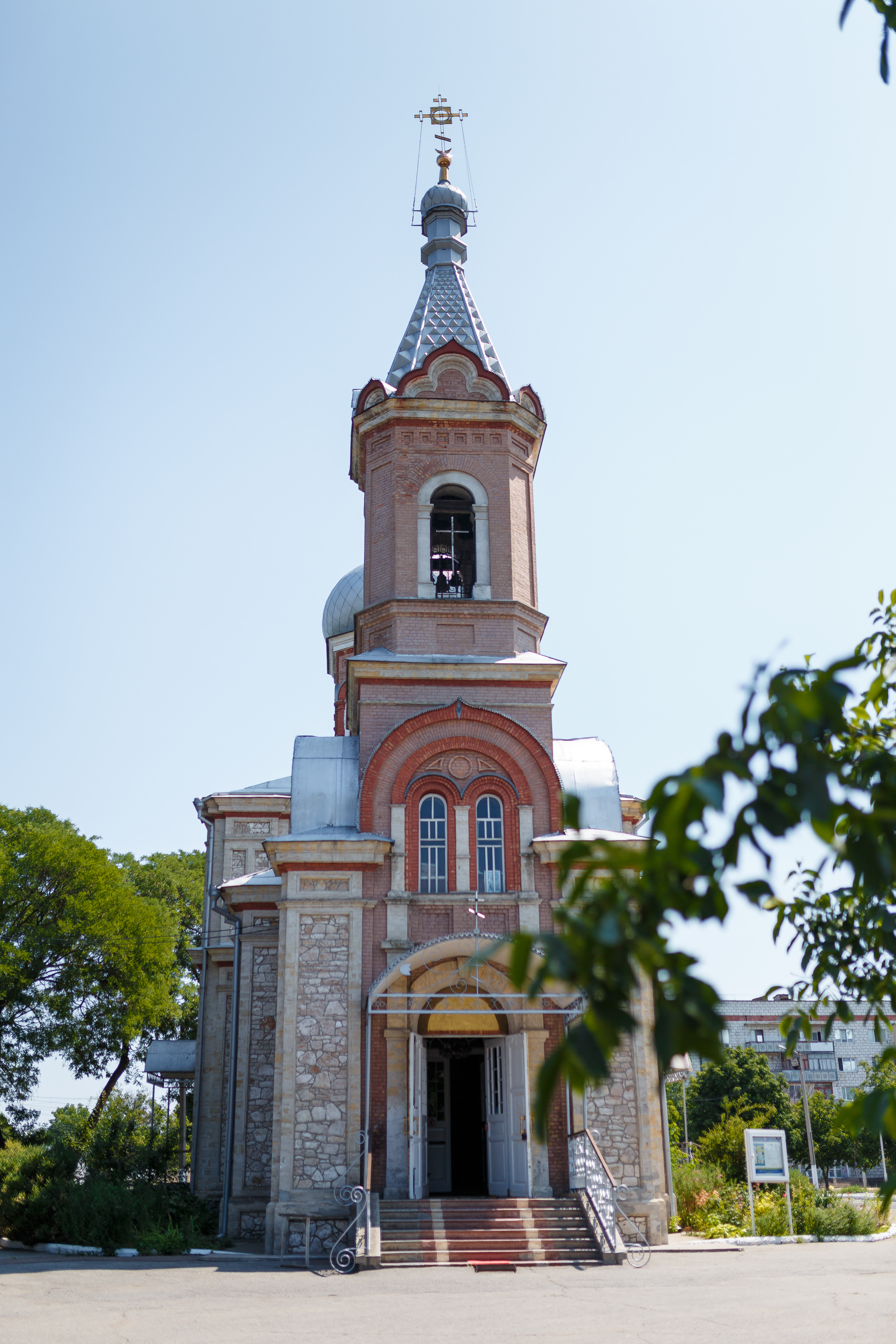
Cerkiew Świętych Niewiast Niosących Wonności
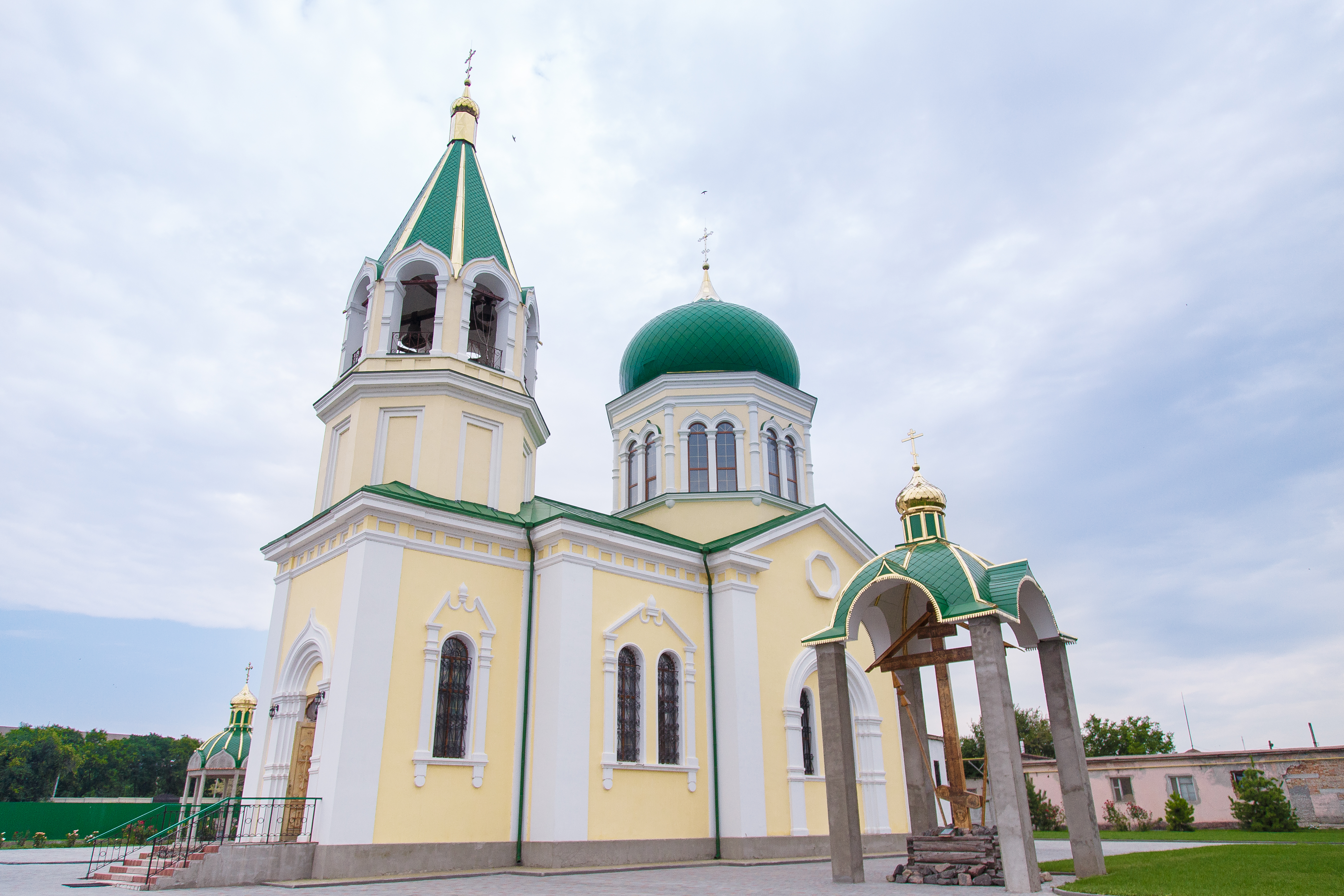
Cerkiew św. Mikołaja Cudotwórcy

## Gospodarka
Przemysł głównie spożywczy (ryby, przetwórstwo owocowo-warzywne), celulozowo-papierniczy: stocznia remontowa; port dostępny dla statków morskich.
Znajduje się tu stacja kolejowa Izmaił, położona na linii z Odessy do Izmaiłu.

## Współpraca
- Dobricz, Bułgaria
- Włocławek, Polska
- Tulcza, Rumunia